# Clase King Edward VII
La Clase King Edward VII fue una clase de acorazado pre-dreadnought botados por la Marina Real Británica, entre 1903 y 1905. En respuesta a las marinas de Japón y Estados Unidos de América. Las naves de estas dos naciones eran más pequeñas, pero poseían un superior armamento secundario. La clase King Edward VII, fue construida como respuesta, con la intención de mantener el dominio de la Marina Real Británica.

## Naves de esta clase
Las naves de esta clase sirvieron durante la Primera Guerra Mundial; las que sobrevivieron a la guerra fueron desguazadas entre 1920-1921.
- HMS 
Africa - En agosto de 1914 formó parte del 3.er Escuadrón de Batalla de la enorme Gran Flota, y en noviembre de 1918 se unió al 9.º Escuadrón de Cruceros, antes de pasar al retiro en 1919. Fue desechada al año siguiente.
- HMS Britannia – Fue torpedeado y hundido dos días antes del armisticio, el 9 de noviembre de 1918 por el UB-50 en el Cabo Trafalgar.
- HMS Commonwealth – Reconstruido en 1918. Utilizada como nave de entrenamiento. Desechada en 1921.
- HMS Dominion – Fue la tercera nave de esta clase lanzada en 1903.
- HMS Hibernia – Es la última nave de esta clase, lanzada el 17 de junio de 1905.
- HMS Hindustan
- HMS King Edward VII – Lleva el nombre de las naves de esta clase. En 1916 chocó con una mina en Caboe Wrath. Sus salas de máquinas se inundaron y se hundió doce horas después.
- HMS New Zealand – Fue renombrado Zealandia para permitir que el Crucero de Batalla del mismo nombre y construcción posterior lo usase.